# Lgr 11
Läroplan för grundskolan, förskoleklassen och fritidshemmet (Lgr 11) var den läroplan för grundskola, förskoleklass och fritidshem som gällde från och med höstterminen 2011 till 1 juli 2022 i Sverige. Läroplanen, som ersatte 1994 års läroplan, presenterades av utbildningsminister Jan Björklund vid en presskonferens i Rosenbad den 11 oktober 2010. Läroplanen ersattes 2022 av Lgr22.
Regeringen Reinfeldt var de som låg bakom initiativet till den nya läroplanen, som antogs av riksdagen. I denna ingår ämnesövergripande värderingar, mål och riktlinjer och detaljerade kursplaner för respektive skolämne, som i sin tur innehåller ämnesspecifika syftesbeskrivningar, kunskapskrav samt centralt innehåll för undervisningen. En av de stora förändringarna från Lpo 94 är att kursplaner för samtliga ämnen integrerats in i läroplanen. Dessa beskriver kunskapskrav som elever ska ha uppnått i slutet av årskurs 3, 6 och 9. Dåvarande utbildningsministern Jan Björklund menade vid presskonferensen att de nya kursplanerna kommer att innehålla färre och tydligare mål.

## Kapitel 1 - Skolans värdegrund och uppdrag
Den första delen av Lgr 11 är i princip samma för grundskolan, grundsärskolan, specialskolan och sameskolan. Denna del gäller även förskoleklassen och fritidshemmet. Här förtydligas skolans värdegrund och demokratiuppdrag. Underrubriker som nämns i läroplanen är "grundläggande värden", "Förståelse och medmänsklighet", "Saklighet och allsidighet", "En likvärdig utbildning", "Rättigheter och skyldigheter", "Skolans uppdrag", "God miljö för utveckling och lärande" och "Varje skolas utveckling".  
Denna del av läroplanen är den som anses vara minst förändrad sedan den förra läroplanen, Lpo 94.  

## Kapitel 2 - Övergripande mål och riktlinjer för utbildningen
I denna del anges övergripande mål och riktlinjer för utbildningen under rubrikerna normer och värden, kunskaper, elevens ansvar och inflytande, skolan och omvärlden samt bedömning och betyg. Det finns i denna del även riktlinjer för samarbetet mellan skolan och hemmet samt riktlinjer för övergångar och samverkan mellan skolor.  
Här anges också rektors ansvar, även om det mestadels behandlas i skollagen.   

## Kapitel 3 - Kursplaner som kompletteras med kunskapskrav
Lgr 11 avslutas med en del som presenterar de kursplaner och kunskapskrav som innehåller ämnets syfte och centrala innehåll. Kursplanerna börjar med en beskrivning av motiven till varför ämnet finns i skolan och syftet med undervisningen. Detta avsnitt avslutas med en lista på långsiktiga förmågor som eleverna kontinuerligt ska få chans att utveckla.  
I det centrala innehållet anges vad som ska behandlas i undervisningen. Det är noggrant utformat så att det lämnar utrymme för läraren att göra egna fördjupningar och tillägg. Detta är alltså inte ett avsnitt som reglerar vad eleverna ska prestera i skolan utan vad läraren ska förhålla sig till i sin undervisning.  
Kunskapskraven anger kunskapsnivån för godtagbara kunskaper och för de olika betygsstegen.   

## Ny betygsskala betyg
I samband med införandet av Lgr 11 infördes även en ny betygsskala. Elever som får betyg bedöms med betygen A till och med E som godkända betyg, samt F som ett underkänt betyg. För elever som har så stor frånvaro att betyg inte kan sättas, sätts i stället ett horisontellt streck i betygskatalogen. Betygssteget F och ett horisontellt streck kommer inte att användas i särskolan. 
I samband med den nya betygsskalan diskuterades det från vilket år elever bör få betyg. Den borgerliga regeringen ville införa betyg från skolår 6, medan den rödgröna oppositionen menade att skolår 7 vore bättre. Sverigedemokraterna i sin tur menade att betyg borde ges redan från skolår fyra. I januari 2011 beslutades det dock att betyg skulle införas från årskurs 6.  Den nya lagen gäller från den 1 juli 2011 och betygen började sättas på elever i år 6 från höstterminen 2012. 
Elever i sameskolan ges liksom elever i grundskolan betyg från år 6. Även elever i grundsärskolan har rätt att få betyg från år 6, men detta är dock frivilligt. I specialskolan sätts däremot inte betyg förrän i år 7.

## Processen
Skolverket undersökte under hösten 2008 möjligheterna till en ny läroplan genom ämnesforum kring grundskolans ämnen. Skolämnena diskuterades och belystes, vart och ett för sig, utifrån ett utbildningsvetenskapligt perspektiv, av framför allt forskare inom utbildningsvetenskap. Arbetet fortskred under våren 2009 i samrådan med utvalda organisationer, föreningar och myndigheter samt även ett antal nationella organisationer och föreningar som ansvarar för utbildningsfrågor. Under arbetets gång sågs inte hösten 2009 längre aktuell för införandet av den nya läroplanen, som i stället kom att införas först till läsåret 2011/2012.Den nya läroplanen kommer då istället att få namnet Lgr 11.

## Lgr 09
Lgr 09 (Läroplan för grundskolan 2009) var det namnförslag Jan Björklund lade fram för den läroplan som var menad att börja gälla i Sveriges grundskolor från och med hösten 2009. Björklund menade att målen måste bli tydligare och integreras mer med kursplanerna, vilket ger mer likheter med Lgr 80 än med Lpo 94. Målen i läroplanen menade Björklund bör vara mer kunskapsorienterade än, liksom Lpo 94, inriktade på att utveckla hur eleven lär sig.
Björklund menade att den nya läroplanen skall innehålla betygskriterier och kriterier för nationella prov.
Tillbakagången till namnet läroplan för grundskolan, istället för läroplan för det obligatoriska skolväsendet beror på att läroplanen på många sätt liknar den gamla sortens mer detaljerade läroplaner där kursplanerna bakas in.